# العلاقات الصربية الكازاخستانية
العلاقات الصربية الكازاخستانية هي العلاقات الثنائية التي تجمع بين صربيا وكازاخستان.

## مقارنة بين البلدين
هذه مقارنة عامة ومرجعية للدولتين:
| وجه المقارنة                                              | صربيا                                                      | كازاخستان                      |
| --------------------------------------------------------- | ---------------------------------------------------------- | ------------------------------ |
| المساحة (كم2)                                             | 88.36 ألف                                                  | 2.72 مليون                     |
| عدد السكان (نسمة)                                         | 7.02 مليون                                                 | 17.95 مليون                    |
| الكثافة السكانية (ن./كم²)                                 | 79.45                                                      | 6.6                            |
| العاصمة                                                   | بلغراد                                                     | نور سلطان                      |
| اللغة الرسمية                                             | اللغة الصربية                                              | اللغة القازاقية، اللغة الروسية |
| العملة                                                    | دينار صربي                                                 | تينغ كازاخستاني                |
| الناتج المحلي الإجمالي (بليون دولار)                      | 41.43 مليار                                                | 159.41 مليار                   |
| الناتج المحلي الإجمالي (تعادل القوة الشرائية) بليون دولار | 100.13 مليار                                               | 439.39 مليار                   |
| الناتج المحلي الإجمالي الاسمي للفرد دولار أمريكي          | 5.24 ألف                                                   | 10.51 ألف                      |
| الناتج المحلي الإجمالي للفرد دولار أمريكي                 | 13.59 ألف                                                  | 24.23 ألف                      |
| مؤشر التنمية البشرية                                      | 0.771                                                      | 0.788                          |
| رمز المكالمات الدولي                                      | +381                                                       | +7                             |
| رمز الإنترنت                                              | .rs، .срб ‏                                                 | .kz، .қаз ‏                     |
| المنطقة الزمنية                                           | توقيت وسط أوروبا، ت ع م+01:00، ت ع م+02:00، أوروبا/بلغراد ‏ | ت ع م+05:00، ت ع م+06:00       |

## منظمات دولية مشتركة
يشترك البلدان في عضوية مجموعة من المنظمات الدولية، منها:
| علم المنظمة | اسم المنظمة                               | تاريخ انضمام صربيا | تاريخ انضمام كازاخستان |
| ----------- | ----------------------------------------- | ------------------ | ---------------------- |
|             | الاتحاد البريدي العالمي                   | ?                  | ?                      |
|             | يونسكو                                    | 20 ديسمبر 2000     | 22 مايو 1992           |
|             | البنك الدولي للإنشاء والتعمير             | 25 فبراير 1993     | 23 يوليو 1992          |
|             | وكالة ضمان الاستثمار متعدد الأطراف        | 19 مارس 1993       | 12 أغسطس 1993          |
|             | الاتحاد الدولي للاتصالات                  | 1 يونيو 2001       | 23 فبراير 1993         |
|             | منظمة الشرطة الجنائية الدولية             | ?                  | ?                      |
|             | مؤسسة التمويل الدولية                     | 25 فبراير 1993     | 30 سبتمبر 1993         |
|             | مجموعة الموردين النوويين                  | ?                  | ?                      |
|             | الأمم المتحدة                             | 1 نوفمبر 2000      | 2 مارس 1992            |
|             | منظمة الأمن والتعاون في أوروبا            | 3 يونيو 2006       | 30 يناير 1992          |
|             | مؤسسة التنمية الدولية                     | 25 فبراير 1993     | 23 يوليو 1992          |
|             | الفريق المعني برصد الأرض                  | ?                  | ?                      |
|             | منظمة حظر الأسلحة الكيميائية              | ?                  | ?                      |
|             | المركز الدولي لتسوية المنازعات الاستشارية | 8 يونيو 2007       | 21 أكتوبر 2000         |

## وصلات خارجية
- موقع وزارة الخارجية الصربية
- موقع وزارة الخارجية الكازاخستانية